# 永坂景子
永坂 景子は、日本のジュエリーデザイナー。
宝飾会社に勤めた後、学校でジュエリーのデザインを学ぶ。その後、化粧品会社がもつジュエリーブランドのデザイナーとして勤務、国内外でのコンテストで受賞を重ねる実力者に。
日本の伝統技法の螺鈿・蒔絵をあしらった独創的なジュエリーを創作している。

## 略歴
1984年 - 東京都立工芸高等学校 金属工芸科卒科。1988年 - アテナ宝石デザイン研究所卒。
1989年 - 株式会社ポーラ化粧品 デザイン研究所に入社。ラヴィドールジュエリーのデザインを担当。
1990年 - 彫金を嶋田憲夫に師事。クリエイティブデザインコンテスト入賞。
1991年 - ダイヤモンドデザインコンテスト入賞。
1992年 - インターナショナルプラチナデザインコンテスト入賞。
1992年 - インターナショナルパールデザインコンテスト銀賞受賞。
1994年 - 蒔絵師の古山光葉に蒔絵を習い始める。
1997年 - スワロスキーデザインコンテスト第3位受賞
1998年 - 蒔絵師の人間国宝・室瀬和美に師事。本格的に蒔絵をジュエリーに取り入れた作品の制作を創める。
2001年 - 株式会社ポーラ化粧品を退社。
2002年 - アトリエ「Kデザイン」を開設。シルバー・K18・Pt・蒔絵(漆）のジュエリーを制作。
2003年 - 明治神宮「漆の美展」出品。銀座和光　ジュエリーデザイナーズ展出品。
2004年 - イタリア・ヴィチェンツァ　オロジェンマ展に出展。世界的にも注目を集め、読売新聞に掲載される。
2005年 - 銀座和光 ジュエリーデザイナーズ展に出品。イタリア国際宝飾展に出展（オロッジェンマ展）。
2006年 - 銀座和光「ハートモチーフを集めて」。日本ジュエリーデザイナー展に出品。
2007年 - 香港ジュエリーフェアに出展。
日本のエクセレントジュエラーズ（柏書店松原）に掲載。
2008年 - 品川宿ぎゃらりー連 オープン。
2011年 - 香港ジュエリーショーに出展。
TOP JEWELLERS of JAPAN日本のトップジュエラー（繊研新聞社/山口遼）に掲載。
2016・2017年 - 国際宝飾展に出展。
2018年 - 明治神宮漆の美展に出品。
日本の女性ジュエラー20の表現（WORD LABO出版/山口遼監修）に選出される。
2019年 - シンガポールインターナショナルジュエリーエキスポに出展。
WJJ（ウーマン・ジュエラーズ・ジャパン）設立　理事就任。
2024年-

## 代表作
・螺鈿蒔絵ムーンナイトブローチ
・螺鈿蒔絵バタフライブローチ
・螺鈿蒔絵べっ甲かんざし/漆黒×血赤珊瑚シリーズ

## メディア出演
【テレビ】
2019年テレビ東京『朝の!さんぽ道』『よじごじDays』『モヤモヤさまぁ～ず2』
2024年テレビ東京『じゅん散歩』、ケーブルテレビ品川『しながわEYE』にて螺鈿蒔絵ジュエリーが放映。
【雑誌】
雑誌『婦人画報』2021年1月号、2022年1月号、2023年1月号、2024年１月号、2025年１月号に掲載。